# Vukoševac
Vukoševac is een plaats in de gemeente Sunja in de Kroatische provincie Sisak-Moslavina. De plaats telt 39 inwoners (2001).